# Соглашение о разделе продукции (Россия)
Федеральный закон «О соглашениях о разделе продукции» — нормативно-правовой акт, регулирующий вопросы добычи полезных ископаемых субъектами хозяйственной деятельности на территории Российской Федерации, а также затрагивающий вопросы права собственности на недра, месторождения и добываемые полезные ископаемые. Высшим органом в разрешении споров относительно реализации СРП в России по взаимной договорённости сторон является Стокгольмский арбитражный суд.

## История
Задумал и организовал Закон о СРП тогдашний министр топлива и энергетики Юрий Шафраник. 
Непосредственным автором, разработчиком и инициатором рассмотрения законопроекта о разделе продукции является член партии «Яблоко» А. Ю. Мельников. В ходе заседания 6 декабря 1995 года возникли противоречия между двумя группами депутатов по вопросу дальнейшего рассмотрения законопроекта, утверждающего СРП. Сопредседатель согласительной комиссии от Совета Федерации Ю. Ю. Болдырев настаивал на необходимости принятия закона о СРП незамедлительно, в первом чтении, без дальнейшей доработки, — в этом его поддержали фракция «Яблоко», фракция ЛДПР и фракция Аграрной партии России. Из приглашавшихся на слушания представителей органов местной власти позиция Болдырева была поддержана губернатором Сахалинской области И. П. Фархутдиновым и председателем Хабаровской краевой думы В. А. Озеровым. Группа противников принятия закона о СРП в первом чтении возглавлялась В. С. Медведевым, их позиция не нашла широкой поддержки. На базе составленного Мельниковым исходника было разработано несколько вариантов текста законопроекта:
- 1. Варианты согласительной комиссии (12 участников) под председательством Ю. Ю. Болдырева
  - вариант проголосованный большинством депутатов от Государственной Думы
  - вариант проголосованный депутатами Государственной Думы и депутатами Совета Федерации
    -  текст закона с поправками (принят 6 декабря 1995 г.)

  -  вариант проголосованный депутатами Совета Федерации
- 2. Вариант депутатской группы «Новая региональная политика» под председательством В. С. Медведева, разработан в инициативном порядке (согласованная редакция предлагалась к рассмотрению 8 декабря, не рассматривалась, поскольку состоялось голосование в варианте, подготовленном согласительной комиссией, — вопрос о рассмотрении отклонён по решению председательствовавшего на заседании спикера Думы И. Рыбкина).

Хронология событий
- 8 июля 1997 г. — для более эффективной реализации положений соглашения был издан Указ Президента Российской Федерации № 694 «О мерах по реализации Федерального закона «О соглашениях о разделе продукции».
- 18 июня 2001 г. — дополнение закона «О СРП» схемой «прямого раздела»: вступил в силу Федеральный закон № 75-ФЗ «О внесении изменений и дополнений в Федеральный закон «О соглашениях о разделе продукции».
- 30 августа 2001 г. — выходит Распоряжение Правительства РФ № 1155-р, которым был введен институт «уполномоченных организаций («Роснефть» и «Зарубежнефть»).

В 2006 в России в рамках СРП разрабатываются 3 проекта, которые не регулируются федеральным законом № 225-ФЗ. Поскольку СРП по этим проектам были заключены отдельно на правительственно-областном уровне.
- Харьягинское нефтяное месторождение (оператор — ООО «ЗАРУБЕЖНЕФТЬ-добыча Харьяга»),
- «Сахалин-1» (оператор — ExxonMobil),
- «Сахалин-2» (оператор — Sakhalin Energy).

Общая сумма дохода, полученного российским государством от данных проектов, составила к началу 2006 года около $686 млн, к началу 2010 — 5,6 млрд $, а к началу 2012 года — более $10,9 млрд.
В ходе проверки было установлено, что в нарушение положений СРП по проектам «Сахалин-1» и «Харьягинское СРП» имущество, созданное при реализации СРП, стоимость которого составила 16,3 млрд $ и полностью возмещена государством, на момент 2012 года не передано Российской Федерации.

## Сахалинская область
Оригиналы договоров СРП «Сахалин-1» и «Сахалин-2» закрыты для публичного доступа.
Благодаря реализации проектов СРП, Сахалинская область находится на пятой строчке российского рейтинга по сводному индексу социально-экономического положения; по развитию реального сектора экономики регион занимает третье место; по показателям инвестиционной привлекательности — шестое место; 12-е место по доходам и занятости населения; выработка валового регионального продукта в Сахалинской области в два раза выше, чем в среднем по Дальневосточному федеральному округу, а доходы — в 1,5 раза; с 1996 года валовой региональный продукт вырос с 9,6 до 455,2 млрд р., по объёму валового регионального продукта на душу населения область занимает третье место в целом по России; с 1996 года добыча нефти на Сахалине выросла почти в 9 раз, газа — в 13,2 раза.; только в нефтегазовом секторе экономики Сахалинской области накоплено иностранных инвестиций на сумму в 32,6 млрд $; построен первый в России и один из крупнейших в мире завод по сжижению природного газа.

## Ненецкий автономный округ
ООО «ЗАРУБЕЖНЕФТЬ–добыча Харьяга» является оператором Харьягинского проекта в Ненецком автономном округе. Компания ведет разработку 2 и 3 объектов Харьягинского месторождения на условиях Соглашения о разделе продукции.
Харьягинское СРП — это один из трех действующих в России проектов, реализуемых на основе соглашения о разделе продукции. Соглашение вступило в силу в январе 1999 года.
С 1 августа 2016 года доли участников распределились следующим образом: АО «Зарубежнефть» — 20%, ООО «ЗАРУБЕЖНЕФТЬ-добыча Харьяга» — 20%, «Статойл Свериге Харьяга А.Б.» — 30%, «Тоталь Разведка Разработка Россия» — 20%, АО «Ненецкая нефтяная компания» — 10%.

### «Сахалин Энерджи»
Компания «Сахалин Энерджи» подписала Соглашение о разделе продукции с российской стороной в лице Правительства Российской Федерации и администрации Сахалинской области в 1994 году. Это соглашение стало первым СРП в России.
Целью СРП по проекту «Сахалин-2» является определение условий разведки, разработки, добычи, переработки и транспортировки углеводородов — при замене существующих налоговых и лицензионных режимов организацией на контрактной основе, действующей в течение всего срока проекта. В соответствии с условиями СРП, Российская Федерация оставляет за собой право собственности на нефтяные и газовые месторождения, а компания «Сахалин Энерджи» вкладывает необходимые средства в разведку и разработку этих месторождений.
Соглашение предусматривает полную прозрачность экономики проекта «Сахалин-2». Государство (Российская Федерация) утверждает сметы расходов и имеет возможность осуществлять проверку расходов инвестора. Кроме того, стороны несут взаимную ответственность за соблюдение требований СРП.
СРП по проекту «Сахалин-2» предусматривает особый налоговый режим, согласно которому большая часть налогов и таможенных сборов заменяется разделом продукции. Это означает, что вместо НДС, налога на полезные ископаемые и других сборов компания «Сахалин Энерджи» платит 6 процентов роялти, начиная с момента добычи первой нефти. C началом раздела продукции, то есть после возмещения затрат на реализацию проекта, компания «Сахалин Энерджи» выплачивает налог на прибыль по ставке 32 процента и передает российской стороне часть продукции в виде природного газа. Фактический раздел продукции начался с 2012 года, на несколько месяцев ранее первоначально запланированного срока.
По состоянию на 2020 год выплаты Российской Федерации уже превысили 25 миллиардов долларов США.